# Quate Lòcs
Quate Lòcs (AFI: [ˈkwate ˈlɔks]) és un dels sis terçons de la Vall d'Aran, actuant com a divisió administrativa i circumscripció electoral del Consell General d'Aran.

## Geografia
El terçó de Quate Lòcs es troba localitzat a l'extrem nord-occidental de la Vall d'Aran. Administrativament, comprèn els municipis de Bausen, Bossòst, Canejan i Les, amb totes les Entitats Municipals Descentralitzades que aquests municipis integren. Quate Lòcs limita al nord i oest amb el departament de l'Alta Garona (Occitània, França), a l'est amb el terçó de Pujòlo, i al sud amb els terçons d'Irissa i Marcatosa. El terçó està banyat pels rius Garona, Bausen i Toran. La vegetació típica de la zona són els boscos d'avets i faigs.
| |          |          |          |
| \| Municipi \| Població \| Extensió \| Densitat \| \| -------- \| -------- \| -------- \| -------- \| \| Bausen \| 66 \| 17,7 \| 3,73 \| \| Bossòst \| 1.120 \| 28,2 \| 39,72 \| \| Canejan \| 89 \| 48,3 \| 1,84 \| \| Les \| 966 \| 23,4 \| 41,28 \| \| Total \| 2.241 \| n/a \| n/a \| |          |          |          |
| Municipi | Població | Extensió | Densitat |
| Bausen | 66       | 17,7     | 3,73     |
| Bossòst | 1.120    | 28,2     | 39,72    |
| Canejan | 89       | 48,3     | 1,84     |
| Les | 966      | 23,4     | 41,28    |
| Total | 2.241    | n/a      | n/a      |

Com es pot vore a les dades de l'any 2021, el municipi menys populós és el de Bausen, mentre que Bossòst és el que compta amb més habitants; el terme municipal més extens és el de Canejan i el més reduït, el de Bausen; Les és el municipi amb major densitat poblacional i Canejan el que menys.

## Història
Es va formar al segle xvi com a sesterçó dividit de l'antic terçó de Bossòst. Des de la restauració de l'estructura administrativa tradicional de la Vall d'Aran del 1990, elegeix 3 dels 13 consellers del Conselh Generau d'Aran.

## Política

### Consell General
| Candidatura                                              | Candidatura | 1991 | 1995 | 1999 | 2003 | 2007 | 2011 | 2015 | 2019 |
|                                                          | CDA         | 1    | 1    | 2    | 1    | 1    | 1    | 1    | 1    |
|                                                          | UA          | 2    | 2    | 1    | 2    | 2    | 2    | 2    | 2    |
| Total                                                    | Total       | 3    | 3    | 3    | 3    | 3    | 3    | 3    | 3    |
| Fonts: Consell General d'Aran i Generalitat de Catalunya |             |      |      |      |      |      |      |      |      |

### Alcaldies
| Municipi | Alcalde (partit polític) | Alcalde (partit polític)         |
| -------- | ------------------------ | -------------------------------- |
| Bausen   |                          | José Antonio Barés Martín (CDA)  |
| Bossòst  |                          | Amador Marqués Atés (UA)         |
| Canejan  |                          | Juan Carlos Lastera Alcalde (UA) |
| Les      |                          | Andreu Cortés Labrid (UA)        |